# María Eugenia Mendoza Álvarez
María Eugenia Mendoza Álvarez (Puebla, 10 de junio de 1955) es una investigadora química mexicana. Cofundadora de los laboratorios de Difracción de Rayos X, Estudios Cristalográficos y Crecimiento de Materiales Ferroicos, del Instituto de Física y la primera directora del Instituto de Física Luis Rivera Terrazas de la Benémerita Universidad Autónoma de Puebla desde 2016.

## Formación académica
Su interés por la ciencia se dio a edad temprana, ya que era un tema común en su hogar, incluso en reuniones familiares se discutían temas de cultura y ciencia. Tenía una biblioteca en casa con obras científicas y de ciencia ficción, lo que despertó en ella la semilla de la curiosidad y el amor por el conocimiento.
Ingresó a la Facultad de Ciencias Químicas de la Benemérita Universidad Autónoma de Puebla en 1974 becada por el CONACYT y el programa de fomento a la superación académica. Tenía la intención de estudiar químico farmacobiólogo y dedicarse a la microbiología. Un año después su interés se perfiló a la química. Obtuvo el grado de Química en 1978 por la Universidad Autónoma de Puebla. En 1985 recibió el grado de doctora en Química Aplicada por la Universidad de Ginebra, Suiza. Aunque recibió una oferta de trabajo en Suiza, al terminar su doctorado, decidió regresar a México. Al regresar a México, la invitaron a trabajar en el Instituto de Física con el fin de desarrollar el área experimental en el crecimiento de cristales de óxidos complejos.
En 1991, realizó una Estancia de Investigación en el Instituto de Cristalografía y Mineralogías de la Universidad Técnica de Berlín.

## Trayectoria profesional
Docente, investigadora nivel III del SNI, autora de libros y artículos en revistas académicas. Integrante de la Academia Mexicana de Ciencias, Sociedad Química de México, Academia Mexicana de Química Inorgánica, Sociedad Mexicana de Física, Sociedad Mexicana de Ciencia de Superficies y Vacío y es parte del Consejo de Investigación y Estudios de Posgrado de la Universidad Autónoma de Puebla.

### Líneas de Investigación
Ha trabajado con diferentes técnicas de difracción de rayos X y microscopía, develando la estructura atómica de materiales de gran relevancia industrial.
Se dedica al estudio de la relación estructura-propiedades en materiales ferroicos y las estructuras jerárquicas en sistemas complejos. 
Desarrolló un método que permite reducir la cantidad de energía utilizada en la descomposición de piedra caliza, útil en la industria cementera (Patente en trámite ante el IMPI).
Otro de sus trabajos es la colaboración en la investigación “Ferromagnetismo débil en cristales de oxalato de cobalto” con la contribución principal de identificar por vez primera la presencia de ferromagnetismo en este tipo de materiales que se prepararon por un método de Química Verde.

### Patente
Registro de patente ante el Instituto Mexicano de la Propiedad Industrial, con el número MX/a/2012/011286 y el nombre “Reducción de la Temperatura de Descomposición Térmica de Roca Caliza Mediante Activación Mecánica”.

### Publicaciones
Ha publicado alrededor de 70 artículos en revistas académicas de alto impacto, autora de libros, capítulos en temas especializados, también trabaja en nuevos textos de divulgación sobre materiales inteligentes y bioinspirados.
Algunos de sus artículos indexados más recientes son:
1. Dielectric and structural characterization and effective piezoelectric coefficient of KDP/p-Benzoquinone ceramic composites, 2019.
2. Temperature dependence of the Raman dispersion of Sr2Nb2O7: Influence of an electric field during the synthesis, 2019.
3. Raman effect in multiferroic Bi5Fe1+xTi3-xO15 solid solutions: A temperature study, 2018.
4. Hollow magnetic iron oxide nanoparticles as sodium meclofenamate drug delivery systems, 2016.
5. Cristalogénesis biológica y fundamentos de cristalografía con rayos X, 2015.

## Premios
Premio Municipal Natalia Serdán 2019 - Por su contribución y defensa por los derechos humanos de la mujer e igualdad de género en el Estado de Puebla
Premio Nacional 2010 por la Academia de Ciencias de Cuba.